# Inforama
Das Inforama ist ein Bildungs-, Beratungs- und Tagungszentrum für Land- und Hauswirtschaft, Pferdeberufe und Gemüsebau im Kanton Bern. Zudem befindet sich eine Berufsmaturitätsschule am Standort Rütti in Zollikofen. Das Inforama ist mit sieben Standorten im Kanton Bern vertreten. Je nach Standort finden sich andere Bildungsschwerpunkte vor.

## Geschichte

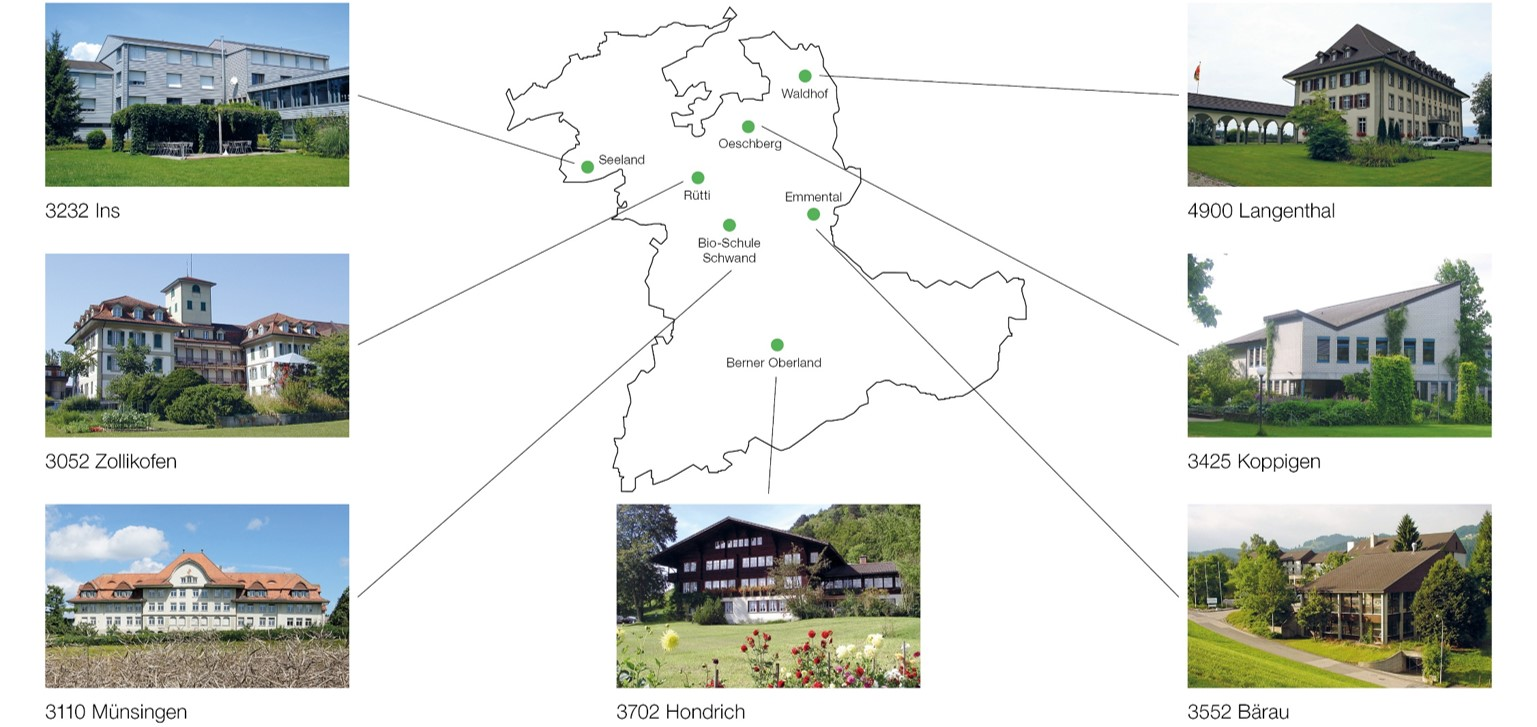
Standorte

1844 wurde von Philipp Emanuel von Fellenberg in Zollikofen eine private Ackerbauschule gegründet. Aufgrund zu wenig Schüler und Schülerinnen wurde diese 1847 wieder geschlossen. Ab 1853 war der Staat Bern  Pächter des Landes. Albert von Fellenberg, damaliger Redaktor bei den Bernischen Blätter für Landwirtschaft (heute Schweizer Bauer) und Präsident der Ökonomischen Gesellschaft Kanton Bern (OGG), setzte sich für den Erhalt der Ackerbauschule ein. 1859 kaufte der Staat Bern das Land zur Errichtung einer staatlichen Ackerbau- und Waldschule. So wurde am 30. September 1860 die Landwirtschaftliche Schule Rütti gegründet. Erster Direktor der Schule wurde OGG-Vorstandsmitglied David Matti, welcher zuvor im Thorberg tätig war. 1887 wurde als Abteilung die Molkereischule Rütti gegründet, welche 1893 selbstständig wurde und bis 2004 zuletzt unter dem Namen "Milch- und Lebensmittelzentrum Rütti" bestand. 1905 wurde eine Filialklasse in Langenthal eröffnet, 1908 eine weitere in Münsingen. Aus den jeweiligen Filialklassen entstanden 1913 die eigenständigen Standorte Münsingen und Langenthal. 1919 wurde die Alpschule im Berner Oberland (Hondrich) gegründet. 1920 wurde die Obst- und Gartenbauschule Oeschberg gegründet. 1935 wurde auf dem Areal der Ackerbauschule Rütti die Schweizerische Geflügelzuchtschule gegründet durch den Schweizerischen Geflügelzuchtverband. 1961 wurden neue Holz- und Metallwerkstätten sowie Demonstrationsräume am Standort Rütti gebaut. 1968 fanden die ersten Betriebsleiterkurse am Standort Rütti in Zollikofen statt. 1969 wurde eine neue Schule im Emmental eröffnet. 1972 wurde die Schule im Seeland in Ins eine eigenständige Schule. Heute gehören sechs Standorte plus die Bio-Schule Schwand zum Inforama:
- Inforama Rütti
- Inforama Seeland
- Inforama Berner Oberland
- Inforama Emmental
- Inforama Waldhof
- Inforama Oeschberg
- Inforama Bio-Schule Schwand

## Aus- und Weiterbildung
Aus- und Weiterbildungen im Bereich Landwirtschaft, Hauswirtschaft, Gemüsebau und Pferdeberufe werden am Inforama angeboten. Zudem befindet sich am Standort Rütti eine Berufsmaturitätsschule. Etwa 1200 Schüler machen jedes Jahr am Inforama ihre Ausbildungen.

### Ausbildungen Landwirtschaft
- Landwirt/in EFZ 1.–3. Lehrjahr[9]

- Zweitausbildung Landwirt/in EFZ
- Landwirt/in EFZ Schwerpunkt Biolandbau
- Agrarpraktiker EBA
- Berufsbegleitende Nachholbildung Landwirt/in EFZ
- Betriebsleiter/in Landwirtschaft BP
- Meisterlandwirt/in HFP
- Agrotechniker/in HF

### Ausbildungen Hauswirtschaft
- Bäuerin FA
- Bäuerin HFP
- Bildungsjahr Hauswirtschaft

### Ausbildung Gemüsebau
- Gemüsegärtner/in EFZ
- Berufs- und Meisterprüfung

### Berufsbildung Pferdeberufe
- Pferdewart/in EBA
- Pferdefachfrau/Pferdefachmann EBA
- Spezialist/in der Pferdebranche mit eidgenössischem Fachausweis
- Experte/in der Pferdebranche mit eidgenössischem Diplom[10]

### Berufsmaturitätsschule
Die Berufsmaturität kann berufsbegleitend oder Vollzeit und in verschiedenen Ausrichtungen erbracht werden:
- BM Natur, Landwirtschaft und Lebensmittel (NLL)
- BM Gesundheit und Soziales – Lehrgang Gesundheit (GBM)
- VB Gesundheit und Soziales – Lehrgang Soziale Arbeit (SBM)

### Weiterbildung
Auch ausserschulische Kurse, Lehrgänge, Tagungen, Gruppenberatungen und Arbeitskreise werden am Inforama durchgeführt. Einige Beispiele sind:
- Agripreneur
- Landwirtschaft begreifen
- Kräuterseminar
- Nebenerwerbskurs
- Regionale Saisonküche
- Gartenjahr
- Herdenmanager
- Schweinetagung

## Beratung
Die landwirtschaftliche Beratung am Inforama unterstützt Bauernfamilien im Kanton Bern bei betrieblichen, produktionstechnischen und sozialen Fragestellungen. Dabei hält sich die Beratung an die Grundsätze der Charta für eine ganzheitliche Beratung auf dem Landwirtschaftsbetrieb des Beratungsforums Schweiz BFS.
Das Beratungsangebot deckt folgende Bereiche ab:
- Ackerbau und Futterbau
- Alpwirtschaft
- Betriebsführung und Familie
- Biodiversität
- Biolandbau
- Gemüsebau
- Gewässerschutz
- Obst und Beeren
- Rebbau
- Tierhaltung
- Umweltgerechte Landwirtschaft mit Ökologischem Leistungsnachweis (ÖLN)

## Versuche
Versuche werden im Bereich Pflanzenbau, Tierhaltung und Gemüsebau am Inforama durchgeführt. Das Inforama arbeitet dabei mit Forschungsinstitutionen, Hochschulen (z. B. HAFL), Unternehmen und Ämter zusammen.